# 八木宏之 (経営コンサルタント)
八木 宏之（やぎ ひろゆき、1959年〈昭和34年〉3月28日 - ）は、日本の実業家。
平成21年首相直轄諮問会議「経済財政諮問会議」「国家戦略室」メンバー、金融政策にも携わり「中小企業金融円滑化法」(モラトリアム法)立案にコメントする。事業再生に関わる著書も15冊以上を出版している。

## プロフィール
東京都生まれ。
平成8年、経営者への財務アドバイスなどの経験を活かし、事業再生専門コンサル会社、株式会社セントラル総合研究所を設立。以来25年間、中小企業の「事業再生と敗者復活」を掲げ、10,000件を超える相談に応えてきた。指導信条の「経営者ともに歩む」を基本に、激変する経済環境での道しるべを標榜している。
大学卒業後、銀行系リース会社からシンクタンクに派遣、渡米して経営学者ピーター・ドラッカー博士の講義を聴講する機会があり、名著「経営者の条件]に出会い衝撃を受ける。令和の現在では一般的になったキャッシュフロー会計をドラッカー博士の講義で知り、ゼロサム経済下での経営者の心得を習得する。
平成３年のバブル崩壊後、民事再生法（平成12年施行）を活用した中小企業の再建、私的整理ガイドラインによる中小企業の延命から事業承継を多数手がける。
平成21年首相直轄諮問会議「経済施策諮問会議」メンバー、中小企業金融円滑化法の立案に中小企業の実情のコメントをする。「アフターコロナを生き抜く！事業再建のための融資戦略」（実業の日本社刊）等、中小企業経営者に向けた著書多数、経済部門ベストセラーもあり、日本の中小企業の実情を熟知。これまで日本経済が経験したバブル崩壊、リーマンショック、コロナ禍など世相の悪化に対処した経験から、令和６年の①円安②人手不足③インフレ④2024年問題に対応できる中小企業のありかたを模索して指導している。
不動産会社、アセット会社、経営コンサル会社の顧問。出版社、ECサイト会社、人材派遣会社など複数社の株主、

## 参加団体
一般社団法人日本経営管理協会（JIMA）、一般社団法人 みらい経営管理機構名誉顧問、NPO法人住宅ローン問題支援ネットメンバー、祐気採りの会主催者代表、天河大弁財天社たたら講構成員、

## 著書
- 2002年12月 - 最初の著書としてアスキー・コミュニケーションズ「企業再生屋が書いた借りたカネは返すな!」発行。シリーズ合計64万部を数えるベストセラーとなる。
- 2004年5月 - 講談社新書「事業再生と敗者復活」発行。
- 2004年10月 - 日本実業出版社「倒産寸前の会社を甦らせる法」発行。
- 2006年3月 - かんき出版債務者が主導を握る「事業再生」発行。
- 2007年2月 - 東洋経済新報社「金融新時代の再生術」発行。
- 2007年3月 - 時事通信社「経営の再生」発行。
- 2008年7月 - 中央経済社「中小企業の資金調達」発行。
- 2008年11月、日本実業出版社「プロの事業再生術」発行。
- 2010年5月 - 大和書房「たかが赤字でくよくよするな！」発行。
- 2014年7月 - ゴマブックス「赤字会社のサバイバル術」発行。
- 2020年5月 - アスコム「会社と個人のお金、コロナからこうやって守れ！」発行
- 2026年3月 - 実業之日本社「アフターコロナを生き抜く！事業再建のための融資戦略」監修

## 座右の銘
- 山川草木悉皆成仏、六中観、六然、菜根譚、淮南子